# Ninja ni kekkon wa muzukashii
Ninja ni kekkon wa muzukashii (忍者に結婚は難しい? noto anche con il titolo internazionale Marriage Is Difficult for a Ninja) è una serie televisiva giapponese del 2023, trasmessa su Fuji Television.

## Trama
Goro Kusakari e Hotaru Kusakari sono marito e moglie, sebbene nella loro relazione siano sempre più frequenti i litigi, spesso anche per mere piccolezze. I due lavorano rispettivamente come postino e farmacista, ma in realtà per entrambi il più grande motivo di stress è dover nascondere al partner la propria reale identità, ossia quella di ninja; oltre a questo, le famiglie a cui appartengono, gli Iga e i Koka, sono nemiche da generazioni. In seguito a un omicidio, ognuno dei due verrà però a conoscenza dell'altrui segreto.